# Франтишек Пацалт
Франтишек Пацалт (чеш. František Pácalt; Праг, 20. јул 1912 − 3. октобар 2001) био је чехословачки хокејаша на леду који је играо на позицији одбрамбеног играча. 
У дресу репрезентације Чехословачке освојио је две медаље на светским првенствима, бронзу на СП 1938. те злато на првенству 1947. године. За репрезентацију је одиграо укупно 34 утакмице, али никада није успео да постигне гол. 
Каријеру је започео у екипи Високошколски спорт одакле је 1933. прешао у редове тада најмоћнијег чешког клуба ЛТЦ Праг, екипе са којом ј освојио две титуле националног првака. Након шест сезона у екипи ЛТЦ-а године 1939. прелази у редове још једног прашког „великана”, екипу I. ČLTK у којој је и окончао играчку каријеру. 
Члан је Чешке куће славних хокеја на леду. 
Једно краће време играо је и одбојку. 